# Самтаврский могильник
Самтаврский могильник расположен недалеко от монастырского ансамбля Самтавро, на северной окраине Мцхеты в Грузии. Находится на территории площадью около 18 га.

## История
Находки, обнаруженные на местечку Самтаврского могильника подтверждают существование здесь древнейшего поселения. Научно-обоснованные раскопки на территории могильника начались с 1937 года. 
Могильник являлся основным кладбищем на территории догородского поселения у слияния реки Куры и Арагви, а также города Мцхета — древней столицы Картли.

### Находки
На территории могильника раскопано приблизительно 3000 разных погребений. В результате раскопок были найдены оружие, орудия, магический инвентарь, керамика, стекло, украшения, монеты и т.д.
В древнейших погребениях Самтаврского могильника были найдены резко выраженные длинноголовые узколицые европеоидные черепа, по типу сходные больше всего с представителями современных длинноголовых вариантов каспийского типа